# Déni de justice
Le déni de justice, également appelé déni de droit[réf. nécessaire], est le refus par une juridiction de juger. Le déni de justice constitue une atteinte à un droit fondamental. En droit civil, si la loi est obscure ou si aucune loi ne s'applique au litige qui lui est soumis, le juge doit « dire le droit » en remontant si besoin est aux principes généraux du droit, sous peine de se rendre coupable de déni de justice. (En droit pénal, par contre, le doute doit profiter à l'accusé.)

## Par pays

### France
L'article 4 du Code civil dispose que :

« Le juge qui refusera de juger, sous prétexte du silence, de l'obscurité ou de l'insuffisance de la loi, pourra être poursuivi comme coupable de déni de justice. »

Un déni de justice peut résulter du cas dans lequel le juge d'instruction refuse de répondre aux requêtes ou ne procède à aucune diligence pour instruire ou faire juger les affaires en temps utile. La responsabilité de l'État peut alors être engagée pour faute lourde.
Un tel déni constitue, en effet, au sens de la loi une entrave à l'exercice de la justice, par l'une des personnes chargée de la représenter et de la rendre.
Le déni de justice est aussi réprimé par les articles 434-7-1 et 434-44 du Code pénal.
Lorsque le déni de justice est soulevé pénalement le Législateur le considère comme excès de pouvoir négatif en ce que le magistrat a refusé de répondre à la demande qui lui a été faite de statuer alors qu'il avait les compétences pour ce faire. Le déni de justice est donc une infraction délictuelle allant à l'opposé de l'infraction dite d'abus d'autorité réprimée aux dispositions des articles 432-1 et 432-4 et suivants du code pénal qui relève d'un excès de pouvoir positif en ce que le magistrat a statué de telle manière qu'il s’est arrogé des attributions judiciaires que le Législateur ne lui a pas accordées ou lui refuse.

### Belgique
Le déni de justice est défini par l'art. 5 du Code judiciaire :

« Il y a déni de justice lorsque le juge refuse de juger sous quelque prétexte que ce soit, même du silence, de l'obscurité ou de l'insuffisance de la loi. »

La prise à partie est encadrée par les dispositions des articles 1140 et suivants du Code Judiciaire.
Le déni de justice est prohibé, et la sanction est prévue, par l'article 258 du Code Pénal qui dispose "Tout juge, tout administrateur ou membre d'un corps administratif, qui, sous quelque prétexte que ce soit, même du silence ou de l'obscurité de la loi, aura dénié de rendre la justice qu'il doit aux parties, sera puni d'une amende de deux cents [euros] à cinq cents [euros], et pourra être condamné à l'interdiction du droit de remplir des fonctions, emplois ou offices publics.".

### Luxembourg
La cour de cassation du Grand Duché est seule compétente pour juger des prises à partie.
L'accès au juge est une liberté publique et un droit fondamental garanti par l'article 13 de la Constitution "Nul ne peut être distrait contre son gré du juge que la loi lui assigne.". Le déni de justice est prohibé, et sa sanction prévue, par l'article 151 du Code Pénal qui dispose "Tout (…) acte arbitraire et attentatoire aux libertés et aux droits garantis par la Constitution, ordonné ou exécuté par un fonctionnaire ou officier public, par un dépositaire ou agent de l'autorité ou de la force publique, sera puni d'un emprisonnement de 15 jours à 1 an.

### Québec (Canada)
En droit québécois, l'article 41. 2 de la Loi d'interprétation dit que le juge ne peut pas refuser de juger. En principe, si un juge refuse de juger, il peut faire l'objet d'une plainte auprès du Conseil de la magistrature du Québec, lequel peut ultimement recommander la destitution du juge s'il l'estime à propos. Cet organisme publie un guide déontologique intitulé Déontologie judiciaire appliquée, où il est entre autres question du déni de justice.

### Suisse
En Suisse, la Constitution fédérale garantit que « Toute personne a droit, dans une procédure judiciaire ou administrative, à ce que sa cause soit traitée équitablement et jugée dans un délai raisonnable. » (article 29).
Un exemple de déni de justice est le « formalisme excessif », tel que des règles de procédure appliquées de manière trop stricte, qu'aucun intérêt digne de protection ne justifie ou qui complique inutilement l'application du droit.